# Darwin Joston
Francis Darwin Solomon (1937 – 1998) est un acteur américain qui s'est fait connaître sous le pseudonyme de Darwin Joston.
Il est surtout célèbre pour son interprétation de Napoleon Wilson, l'anti-héros d'Assaut (Assault on Precinct 13), film culte de John Carpenter.

## Biographie
Darwin Joston naît le 9 décembre 1937 à Winston-Salem (Caroline du Nord), de Mary Elizabeth Smith et Bud Odell Solomon.
Il va au lycée à Kernersville, puis entre à l'université de Caroline du Nord à Chapel Hill, où il suit des cours de théâtre avant d'en sortir diplômé en 1960.
Au début des années 1960, il s'installe à New York et commence sa carrière professionnelle en tant que comédien au théâtre.
Puis il quitte New York pour Los Angeles et poursuit sa carrière d'acteur à la télévision principalement : il apparaît ainsi, du milieu des années 1960 à celui des années 1970, dans plusieurs séries télévisées populaires telles Lassie, Le Virginien, Les Rats du désert, Longstreet, L'Homme de fer, Un shérif à New York ou encore The Rookies.
Durant cette période, il tourne également dans deux films : en 1971, dans le film d'exploitation Cain's Cutthroats (en) et en 1976 dans Les Serpents attaquent (en) (Rattlers), un film d'horreur.
En 1998 après s'être retiré des plateaux il meurt à 61 ans d'une leucémie.

## Filmographie sélective
- 1971 : Cain's Cutthroats (en), de Ken Osborne : Billy Joe
- 1976 : Les Serpents attaquent (en) (Rattlers), de John McCauley : Palmer
- 1976 : Assaut (Assault on Precinct 13), de John Carpenter : Napoleon Wilson
- 1976 : Eraserhead, de David Lynch : Paul
- 1980 : Fog (The Fog), de John Carpenter : Dr Phibes, le médecin-légiste
- 1980 : Coast to Coast, de Joseph Sargent : routier ivre
- 1981 : Gunmen's Blues (en), de Eric Red (court-métrage) : l'homme sans nom
- 1982 : Le Promeneur de l'éternité (Time Walker), de Tom Kennedy (en) : le lieutenant Plummer